# Bruna Benites
Pour les articles homonymes, voir Bruna et Benites.
Bruna Beatriz Benites Soares, communément appelée Bruna Benites ou simplement Bruna, est une joueuse brésilienne de football née le 16 octobre 1985 à Cuiabá, au Brésil. Elle évolue au poste de défenseur avec le Dash de Houston en NWSL ainsi que pour l'équipe du Brésil.

## Biographie

### Carrière internationale
Bruna réalise ses débuts en équipe nationale lors des Jeux olympiques d'été de 2012. 
Elle inscrit trois buts lors des Jeux sud-américains de 2014.
Elle se classe quatrième lors des Jeux olympiques d'été de 2016.

### Vie personnelle
Elle est membre de l'église de Jésus-Christ des saints des derniers jours. Elle possède également un diplôme en physiothérapie obtenu à l'Universidade Catolica Dom Bosco à Campo Grande.